# Копенхашки критеријуми
Копенхашки критеријуми су скуп правила која дефинишу да ли држава испуњава услове за придруживање Европској унији. Критеријуми захтевају да држава има институције за очување демократског управљања и људских права, да има функционалну тржишну економију и да прихвата обавезе и намере ЕУ.

Ови критеријуми за чланство су постављени на Европском савету у јуну 1993. године у Копенхагену у Данској, одакле су и добили име. Извод из закључака председништва Копенхагена:
„Чланство захтева да земља кандидат постигне стабилност институција које гарантују демократију, владавину права, људска права, поштовање и заштиту мањина, постојање функционалне тржишне економије, као и капацитет да се носи са притиском конкуренције и тржишним снагама унутар Уније. Чланство претпоставља способност кандидата да преузме обавезе из чланства, укључујући придржавање циљева политичке, економске и монетарне уније.”
Већина ових елемената је разјашњена током последње деценије путем законодавства и других одлука Европског савета, Европске комисије и Европског парламента, као и судском праксом Европског суда правде и Европског суда за људска права. Међутим, понекад постоје супротстављена тумачења у садашњим државама чланицама, посебно у погледу тога шта се подразумева под „владавином права“.

## Критеријуми за чланство у Европској унији
Током преговора са сваком земљом кандидатом, редовно се прати напредак ка испуњавању критеријума из Копенхагена. На основу тога се доносе одлуке о томе да ли и када одређена држава треба да се придружи, односно које радње је потребно предузети пре него што придруживање буде могуће.
Критеријуми за чланство у Европској унији дефинисани су у три документа:
- Уговор из Мастрихта из 1992. (члан 49)
- Декларација Европског савета у Копенхагену у јуну 1993. године, односно Копенхашки критеријуми—у којима се детаљније описује општа

1. политика
2. економија
3. законодавство

- Оквир за преговоре са одређеном државом кандидатом садржи

1. конкретне и детаљне услове
2. изјава у којој се истиче да нова чланица не може да заузме своје место у Унији док се не утврди да сама ЕУ има довољно „апсорпционих капацитета“ да се то догоди.

Када је договорено 1993. године, није постојао механизам који би обезбедио да било која земља која је већ била чланица ЕУ буде у складу са овим критеријумима. Међутим, сада су успостављени аранжмани да полиција поштује ове критеријуме, након „санкција“ које су владе осталих 14 држава чланица наметнуле аустријској влади Волфганга Шисела почетком 2000. године. Ови аранжмани су ступили на снагу 1. фебруара 2003. према одредбама Уговора из Нице.

## Географски критеријуми
Члан 49 (раније члан О) Уговора о Европској унији (ТЕУ) или Уговора из Мастрихта наводи да свака европска земља која поштује принципе ЕУ може поднети захтев за придруживање. Класификација земаља као европских је „подложна политичкој процени“ од стране Комисије и што је још важније — Европског савета.
Године 1987. Мароко је поднео захтев за придруживање Европским заједницама (претеча Европској унији). Пријава је одбијена на основу тога што се Мароко не сматра „европском земљом“ и стога се не може придружити.
Упркос свом географском положају јужно од Мале Азије, Кипар се 2004. године придружио ЕУ.
Иако се неевропске државе не сматрају квалификованим за чланство, оне могу уживати различите степене интеграције са ЕУ, утврђене међународним споразумима. Општи капацитет заједнице и држава чланица да склапају споразуме о придруживању са трећим земљама се развија. Штавише, појављују се специфични оквири за интеграцију са трећим земљама—укључујући најистакнутију Европску политику суседства (ЕПС енгл.ENP). Ово значајно замењује Барселонски процес који је претходно обезбедио оквир за односе ЕУ са њеним медитеранским суседима у северној Африци и Западној Азији.
ЕПС не треба мешати са процесом стабилизације и придруживања Западног Балкана или Европског економског простора. Русија не спада у делокруг Европске политике суседства, већ је предмет посебног оквира. Европска политика суседства може се тумачити као цртање граница Уније у догледној будућности. Други начин на који се ЕУ интегрише са суседним земљама је кроз Унију за Медитеран, коју чине земље ЕУ и друге земље које се граниче са ЕУ. Средоземним морем.

## Политички критеријуми

### Демократија
Функционално демократско управљање захтева да сви грађани земље буду у могућности да равноправно учествују у доношењу политичких одлука на сваком нивоу власти, од локалних општина до највишег, националног нивоа. Ово такође захтева слободне изборе са тајним гласањем, право оснивања политичких партија без икаквих сметњи од стране државе, фер и једнак приступ слободној штампи, слободне синдикалне организације, слободу личног мишљења и извршна овлашћења ограничена законима и дозвољавајући слободан приступ судијама независним од извршне власти.

### Владавина права
Владавина права подразумева да се власт може вршити само у складу са документованим законима, који су донети по утврђеном поступку. Циљ овог принципа је да постоји заштита од произвољних одлука у појединачним случајевима.

### Људска права
Људска права су она права која свака особа има због свог квалитета као људског бића; људска права су неотуђива и припадају свим људима. Ако је неко право неотуђиво, то значи да се не може поклонити, доделити, ограничити, продати или продати (нпр. не може се продати у ропство). То укључује право на живот, право на кривично гоњење само у складу са законима који су постојали у време извршења кривичног дела, право на слободу од ропства и право на слободу од тортуре.
Универзална декларација Уједињених нација о људским правима сматра се најауторитативнијом формулацијом људских права, иако јој недостаје ефикаснији механизам за спровођење Европске конвенције о људским правима. Захтев да се усклади са овом формулацијом приморао је неколико нација које су се недавно придружиле ЕУ да спроведу велике промене у свом законодавству, јавним службама и правосуђу. Многе промене су укључивале третман етничких и верских мањина, или уклањање разлика у третману између различитих политичких фракција.

### Поштовање и заштита мањина
Припадницима таквих националних мањина треба бити омогућено да задрже своју карактеристичну културу и обичаје, укључујући и свој језик (уколико није у супротности са људским правима других људи, нити демократским процедурама и владавином права), а да не трпе никакву дискриминацију. Конвенција Савета Европе, Оквирна конвенција за заштиту националних мањина (уговор бр. 157) одражава овај принцип. Али Конвенција није садржала јасну дефиницију шта је национална мањина. Као резултат тога, неке државе потписнице су додале званичне изјаве о овом питању:
- Аустрија: „Република Аустрија изјављује да се, за себе, израз „националне мањине“ у смислу Оквирне конвенције за заштиту националних мањина подразумева да означава оне групе које спадају у делокруг примене Закона о етничким групама (Волксгруппенгесетз, Савезни гласник закона бр. 396/1976) и које живе и традиционално су имале свој дом на деловима територије Републике Аустрије и које се састоје од аустријских држављана са ненемачким матерњим језицима и са сопственом културом“.
- Азербејџан: „Република Азербејџан, потврђујући своју приврженост универзалним вредностима и поштовање људских права и основних слобода, изјављује да ратификација Оквирне конвенције за заштиту националних мањина и спровођење њених одредби не подразумева никакво право на ангажовање за сваку активност која нарушава територијални интегритет и суверенитет, или унутрашњу и међународну безбедност Републике Азербејџан“.
- Белгија: „Краљевина Белгија изјављује да се Оквирна конвенција примењује без прејудицирања уставних одредби, гаранција или принципа, и не доводећи у питање законодавна правила која тренутно регулишу употребу језика. Краљевина Белгија изјављује да појам националне мањине буде дефинисано на међуресорној конференцији спољне политике“.
- Бугарска: „Потврђујући своју приврженост вредностима Савета Европе и жељу за интеграцијом Бугарске у европске структуре, посвећену политици заштите људских права и толеранције према припадницима мањина, и њиховој пуној интеграцији у бугарском друштву, Народна скупштина Републике Бугарске изјављује да ратификација и примена Оквирне конвенције за заштиту националних мањина не подразумева никакво право да се бави било каквом активношћу којом се нарушава територијални интегритет и суверенитет унитарне бугарске државе, њене унутрашње и међународне безбедности“.
- Данска: „У вези са депоновањем инструмента о ратификацији Оквирне конвенције за заштиту националних мањина од стране Данске, овим се изјављује да ће се Оквирна конвенција примењивати на немачку мањину у Јужном Јутланду Краљевине Данске.“
- Естонија: „Република Естонија подразумева појам националне мањине, који није дефинисан у Оквирној конвенцији за заштиту националних мањина, на следећи начин: националном мањином сматрају се они држављани Естоније који – бораве на територији Естоније; – одржавају дугогодишње, чврсте и трајне везе са Естонијом; - разликују се од Естонаца на основу својих етничких, културних, верских или језичких карактеристика; - мотивисани су бригом да заједно очувају своју културну традицију, своју религију или свој језик, који чине основу њиховог заједничког идентитета“.
- Немачка: „Оквирна конвенција не садржи дефиницију појма националних мањина. Стога је на појединачним странама уговорницама да одреде групе на које ће се примењивати након ратификације. Националне мањине у Савезној Републици Немачкој су Данци са немачким држављанством и припадници лужичког народа са немачким држављанством. Оквирна конвенција ће се примењивати и на припаднике етничких група које традиционално живе у Немачкој, Фризе немачког држављанства и Синте и Роме немачког држављанства“.
- Летонија: „Република Летонија – Препознавање разноликости култура, религија и језика у Европи, која представља једну од одлика заједничког европског идентитета и посебну вредност – Узимајући у обзир искуство држава чланица Савета Европе и жеља да се подстиче очување и развој културе и језика националних мањина, уз поштовање суверенитета и национално-културног идентитета сваке државе, – потврђивање позитивне улоге интегрисаног друштва, укључујући владање државним језиком, у животу демократских држава, – узимајући у обзир специфично историјско искуство и традицију Летоније, изјављује да ће појам „националне мањине” који није дефинисан у Оквирној конвенцији за заштиту националних мањина, у смислу Оквирне конвенције, примењује се на грађане Летоније који се разликују од Летонaца по својој култури, вери или језику, који традиционално живе у Летонији генерацијама и сматрају да припадају држави и друштву Летоније, који желе да сачувају и развију своју културу, религију или језик. Лица која нису држављани Летоније или друге државе, али која стално и законито бораве у Републици Летонији, која не припадају националној мањини у смислу Оквирне конвенције за заштиту националних мањина како је дефинисано у овој декларацији, али који се идентификују са националном мањином која испуњава дефиницију садржану у овој декларацији, уживаће права прописана Оквирном конвенцијом, осим ако су законом прописани посебни изузеци. Република Летонија изјављује да ће примењивати одредбе члана 10. став 2. Оквирне конвенције не доводећи у питање Конституцију (Устав) Републике Летоније и законодавне акте који регулишу употребу државног језика који су тренутно у употреби. Република Летонија изјављује да ће примењивати одредбе члана 11. став 3. Оквирне конвенције не доводећи у питање Конституцију (Устав) Републике Летоније и законодавне акте који регулишу употребу државног језика који су тренутно у употреби.
- Лихтенштајн: „Кнежевина Лихтенштајн изјављује да се чланови 24. и 25., посебно, Оквирне конвенције за заштиту националних мањина од 1. фебруара 1995. треба разумети имајући у виду чињеницу да ниједна национална мањина у смислу Оквирних Конвенција постоји на територији Кнежевине Лихтенштајн. Кнежевина Лихтенштајн своју ратификацију Оквирне конвенције сматра актом солидарности у погледу циљева Конвенције."
- Луксембург: „Велико војводство Луксембург под „националном мањином“ у смислу Оквирне конвенције подразумева групу људи који су се настанили бројним генерацијама на њеној територији, који имају луксембуршко држављанство и који су задржали карактеристичне карактеристике на етнички и језички начин. На основу ове дефиниције, Велико Војводство Луксембург је подстакнуто да утврди да на својој територији не постоји „национална мањина“.
- Малта: „Влада Малте задржава право да не буде везана одредбама члана 15 у оној мери у којој оне подразумевају право да гласају или да се кандидују на изборима било за Представнички дом или за локална већа. Влада Малте изјављује да Чланови 24. и 25., посебно, Оквирне конвенције за заштиту националних мањина од 1. фебруара 1995. године треба схватити имајући у виду чињеницу да на територији Владе Републике Малте не постоје националне мањине у смислу Оквирне конвенције. Влада Малте своју ратификацију Оквирне конвенције сматра чином солидарности у погледу циљева Конвенције“.
- Холандија: „Краљевина Холандија ће применити Оквирну конвенцију на Фризе. Влада Холандије претпоставља да се заштита предвиђена чланом 10, став 3, не разликује, упркос варијацијама у формулацијама, од заштите коју пружа члан 5, став 2, и члан 6, став 3 (а) и (е), Европске конвенције за заштиту људских права и основних слобода. Краљевина Холандија прихвата Оквирну конвенцију за Краљевину у Европи."
- Северна Македонија: „Позивајући се на Оквирну конвенцију, а узимајући у обзир најновије амандмане на Устав Републике Северне Македоније, министар спољних послова Северне Македоније подноси ревидирану декларацију која замењује претходне две декларације о поменутој конвенцији: Термин „националне мањине“ који се користи у Оквирној конвенцији и одредбама исте конвенције примењује се на држављане Републике Северне Македоније који живе у њеним границама и који су део албанског народа, турског народа, влашког народа, Српски народ, Роми и Бошњаци.
- Русија: „Руска Федерација сматра да нико нема право да једнострано укључи у резерве или изјаве, дате приликом потписивања или ратификације Оквирне конвенције за заштиту националних мањина, дефиницију појма „национална мањина“, која није садржана у Оквирним конвенцијама“.
- Словенија: „С обзиром да Оквирна конвенција за заштиту националних мањина не садржи дефиницију појма националних мањина и стога је на појединачној уговорној страни да одреди групе које ће сматрати националним мањинама, Влада Републике Словеније, у складу са Уставом и унутрашњим законодавством Републике Словеније, проглашава да се ради о аутохтоној италијанској и мађарској националној мањини.У складу са Уставом и унутрашњим законодавством Републике Словеније, одредбе Оквира Конвенција се примењује и на припаднике ромске заједнице који живе у Републици Словенији“.
- Шведска: „Националне мањине у Шведској су Сами, Шведски Финци, Торнедалери, Роми и Јевреји.
- Швајцарска: „Швајцарска изјављује да су националне мањине у Швајцарској у смислу Оквирне конвенције групе појединаца бројчано инфериорних у односу на остатак становништва земље или кантона, чији су припадници швајцарски држављани, имају дугогодишње, чврсте и трајне везе са Швајцарском и вођени су вољом да заједно чувају оно што чини њихов заједнички идентитет, посебно њихову културу, традицију, веру или језик. Швајцарска изјављује да су одредбе Оквирне конвенције које регулишу употребу језика у односима између појединаца и административних органа примењива без прејудицирања принципа које се придржавају Конфедерација и кантона при одређивању службених језика“.

Постигнут је консензус (између осталих правних стручњака, тзв. венецијанских група) да се ова конвенција односи на било који етнички, лингвистички или религиозни народ који себе дефинише као посебну групу, који чини историјску популацију или значајну историјску и актуелну мањину. У добро дефинисаном простору, а то одржава стабилне и пријатељске односе са државом у којој живи. Неки стручњаци и земље желели су да иду даље. Ипак, скорашње мањине, као што је имигрантско становништво, нигде нису наведене од стране земаља потписница као мањине на које се односи ова конвенција.

## Економски критеријуми
Економски критеријуми, уопштено говорећи, захтевају да земље кандидати имају функционалну тржишну економију и да њихови произвођачи имају способност да се носе са притиском конкуренције и тржишним силама унутар Уније. Критеријуми конвергенције евра и европски механизам девизног курса коришћени су за припрему земаља за придруживање еврозони, како оснивача тако и касније чланица.

## Усклађивање законодавства
Коначно, и технички ван критеријума из Копенхагена, долази додатни захтев да све будуће чланице морају донети законе како би своје законе ускладили са корпусом европског права који је изграђен током историје Уније, познатим као правна тековина ЕУ (franc. acquis communautaire). У припреми за сваки пријем, правна тековина је подељена на посебна поглавља, од којих се свако бави различитим политичким областима. За процес петог проширења који је завршен пријемом Бугарске и Румуније 2007. године, постојало је 31 поглавље. За разговоре са Хрватском, Турском и Исландом, подељен је на 35 поглавља.